# Siga Feliz
Siga Feliz es el primer álbum de Guats. Editado bajo CRP Records explora ritmos clásicos, entre Rock N´Roll, Blues, Jazz, Country, Ska, etc.

## Grabación
Fue grabado en CRP Studios durante los meses de marzo y abril del 2008.

## Músicos
- Ricardo Mones: Voz
- Sal: Guitarra
- Ricardo Valverde: Bajo
- Uriel: Batería
- Pablo: Guitarra
- Grillo Grillasca: Teclados
- Isaac Gamba: Percusiones
- Karina Delgado: Coros
- Carla Muñiz: Coros

## Lista de canciones
- 1.Chica Tímida (3:44) Ricardo Valverde
- 2.Ven A Mi (4:20) Sealtiel Alatriste
- 3.Hasta Que Te Conocí (3:12) Ricardo Valverde
- 4.Pájaros Negros (3:56) Sealtiel Alatriste
- 5.No Se Perder (2:57) Sealtiel Alatriste
- 6.La Chamarra (2:54) Sealtiel Alatriste
- 7.Muérete (4:29) Sealtiel Alatriste
- 8.La Vaquera (2:41) Sealtiel Alatriste
- 9.No Deja Volar (3:02) Sealtiel Alatriste
- 10.Destello (3:29) Sealtiel Alatriste
- 11.La Campirana (3:32) Sealtiel Alatriste